# Western Suburbs
Western Suburbs Football Club is een Nieuw-Zeelandse voetbalclub uit Porirua. De club is opgericht in 1906 als Hospital AFC en nam in 1956 en 1992 de huidige naam aan. De thuiswedstrijden werden gespeeld in het Porirua Park gespeeld, dat plaats biedt aan 1.900 toeschouwers. De clubkleuren zijn rood-zwart.

## Gewonnen prijzen
- Central Premier League
  - Winnaar (4): 1996, 1998, 2005, 2007
- Chatham Cup
  - Winnaar (3): 1935, 1971, 2006

## Naamswijzigingen
| Jaar | Naam                 | Bijzonderheid                  |
| ---- | -------------------- | ------------------------------ |
| 1906 | Hospital AFC         | Oprichting                     |
| 1956 | Western Suburbs      |                                |
| 1973 | Porirua United       | Degradatie uit National League |
| 1983 | Porirua Viard United | Samengaan met Viard            |
| 1992 | Western Suburbs      |                                |

## Bekende (ex-)spelers
- Ryan Thomas